# Monte Deakin
Il Monte Deakin  è una montagna antartica alta circa 2.810 m, situata a est del Ghiacciaio Beardmore, subito a nord dello sbocco del Ghiacciaio Osicki, nel Commonwealth Range, catena montuosa che fa parte dei Monti della Regina Maud, in Antartide. 
La montagna fu scoperta dai partecipanti alla Spedizione Nimrod (British Antarctic Expedition 1907-1909) sotto la direzione del ricercatore polare britannico Ernest Shackleton. La denominazione venne assegnata dallo stesso Shackleton in onore di Alfred Deakin, Primo Ministro dell'Australia, che aveva finanziato la spedizione.